# Wooldale
Wooldale är en ort i civil parish Holme Valley, i distriktet Kirklees, i grevskapet West Yorkshire, i England. Wooldale var en civil parish från 1866 till 1921 då den blev en del av Holmfirth. Denna civil parish hade 3 869 invånare år 1911. Byn nämndes i Domedagsboken (Domesday Book) år 1086, och kallades då Uluedel.